# 小行星2556
小行星2556（2556 Louise）是一颗围绕太阳公转的小行星。1981年2月8日，諾曼·G·托馬斯在可可尼诺县发现了此天体。
該小行星以托馬斯的女兒卡蘿爾·路易絲·托馬斯-巴爾圖提斯（Carol Louise Thomas-Baltutis）命名。
这颗小行星的绝对星等为345.2616180546752等。